# هتمان

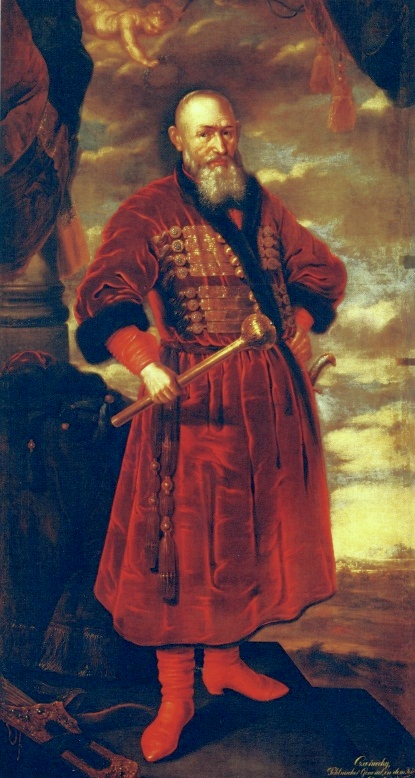
استفان چارنتسکی هتمان لهستانی در قرن هفدهم

هتمان (به اوکراینی: гетьман؛ چکی: hejtman؛ رومانیایی:hatman) یک لقب سیاسی تاریخی در اروپای مرکزی و شرقی بوده که به فرماندهان نظامی اطلاق می‌شده است. 
میان سده‌های شانزدهم تا هجدهم میلادی هتمان دومین عنوان بلندپایهٔ لهستان و دوک‌نشین بزرگ لیتوانی بود. در بسیاری از دوره‌های تاریخی در مولدووا و رومانی نیز دومین مقام عالی‌رتبه نظامی همین هتمان بود. 
امروزه هِیتمان به استاندار در استان‌های جمهوری چک اطلاق می‌شود.
لازم به ذکر است که این درجات یا این عناوین توسط یک شخص بلند پایه{ملکه یا دوک نشین یا صاحب منصب} به افراد داده میشود وتنها یک لقب نبوده بلکه یک درجه سیاسی-نظامی نیز بوده که اکنون کاربرد خود را از دست داده است.

## ریشه‌شناسی واژه
ریشهٔ هتمان را واژهٔ ژرمنی Heubtmann به معنای رئیس و سردسته می‌دانند.